# Aleksandr Wurgaft
Aleksandr Aleksiejewicz Wurgaft (ros. Александр Алексеевич Вургафт, ur. 1905 w Odessie, zm. 2 listopada 1947 w Wołogdzie) – funkcjonariusz radzieckich organów bezpieczeństwa, generał major służby intendenckiej, szef Głównego Zarządu Zaopatrzenia Wojskowego NKWD ZSRR (1939–1941 i 1945–1946).

## Życiorys
Z pochodzenia Żyd, w latach 1917–1918 uczeń gimnazjum w Odessie, od marca 1920 do listopada 1923 w Armii Czerwonej, później w wojskach pogranicznych OGPU, 1925–1928 członek Komsomołu, od sierpnia 1928 w WKP(b). Od sierpnia 1925 do sierpnia 1928 elew kawaleryjskiej szkoły Armii Czerwonej w Twerze, od sierpnia 1936 do lutego 1939 studiował w Akademii Wojskowej im. Frunzego, od 1936 kapitan, od 1938 major. Od 8 marca 1939 do 26 lutego 1941 szef Głównego Zarządu Zaopatrzenia Wojskowego NKWD ZSRR, 9 marca 1939 mianowany kombrigiem, a 4 czerwca 1940 generałem majorem służby intendenckiej. Od 26 lutego 1941 do 10 kwietnia 1945 szef Zarządu Zaopatrzenia Wojskowego NKWD ZSRR, od 29 czerwca 1941 pełnomocnik grupy operacyjnej do formowania 15 Dywizji Piechoty NKWD, od 11 stycznia 1945 do 1946 zastępca szefa Głównego Zarządu ds. Jeńców Wojennych i Internowanych NKWD ZSRR, od 10 kwietnia 1945 do 10 kwietnia 1946 ponownie szef Głównego Zarządu Zaopatrzenia Wojskowego NKWD ZSRR, od 13 grudnia 1946 do śmierci szef Zarządu Zaopatrzenia Wojsk MWD okręgu wołogodzkiego. Popełnił samobójstwo.

## Odznaczenia
- Order Czerwonego Sztandaru (dwukrotnie - 8 marca 1944 i 3 listopada 1944)
- Order Kutuzowa II klasy (21 września 1945)
- Order Czerwonej Gwiazdy (dwukrotnie - 26 kwietnia 1940 i 14 kwietnia 1943)
- Medal jubileuszowy „XX lat Robotniczo-Chłopskiej Armii Czerwonej” (luty 1938)
- Odznaka "Zasłużony Funkcjonariusz NKWD" (6 stycznia 1944)